# Rivière Saint-Augustin
Der Rivière Saint-Augustin (in Québec) oder Pakut-shipu (in Neufundland und Labrador) ist ein Fluss in den kanadischen Provinzen Neufundland und Labrador und Québec. Ein früherer offizieller Name des Flusses in Neufundland und Labrador ist St. Augustin River.
Die Flusslänge beträgt 193 km. Das Einzugsgebiet umfasst 9510 km². Der mittlere Abfluss liegt bei 292 m³/s.

## Flusslauf
Der Fluss Rivière Saint-Augustin hat seinen Ursprung im Festlandteil von Neufundland und Labrador südlich des Sees Lake Melville. Er fließt in südsüdöstlicher Richtung über die Provinzgrenze nach Québec und mündet bei den beiden Orten Saint-Augustin (am Ostufer) und Pakuashipi (am Westufer) in den Sankt-Lorenz-Golf. Kurz vor seiner Mündung trifft der Nebenfluss Rivière Saint-Augustin Nord-Ouest von Westen kommend auf den Fluss.